# Epilohmannia shtanchaevae
Epilohmannia shtanchaevae är en kvalsterart som beskrevs av Bayartogtokh 2000. Epilohmannia shtanchaevae ingår i släktet Epilohmannia och familjen Epilohmanniidae. Inga underarter finns listade i Catalogue of Life.